# 第13太陽周期

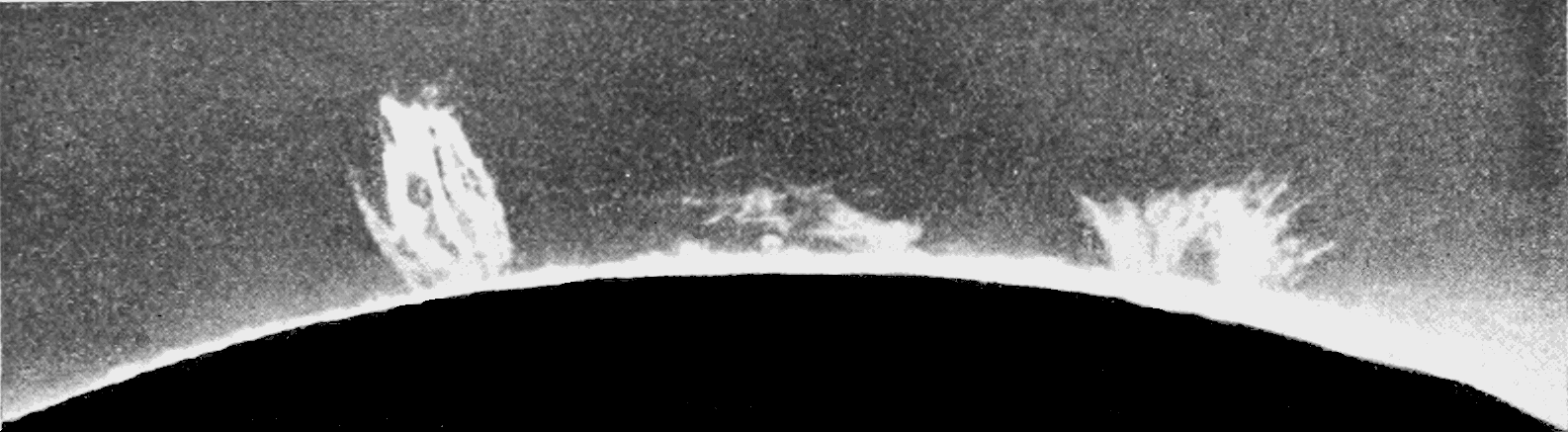
1900年5月28日の日食時の紅炎

第13太陽周期(Solar cycle 13)は、1755年に太陽黒点の活動が記録され始めてから13番目の太陽活動周期である。1890年3月から1902年2月まで11.9年続いた。太陽黒点の最大数は87.9個で、最小数は2.7個だった。合計約938日間にわたり黒点が現れなかった。
この周期には、多くの強い太陽粒子現象が起こった。例えば、1898年9月の磁気嵐では、電信線に影響を与えた For example, a geomagnetic storm in September 1898 affected telegraph lines.。